# Makemba Likasu
Makemba Likasu è un personaggio della serie televisiva E.R. - Medici in prima linea, interpretato da Thandie Newton.
Appare per la prima volta nella decima stagione e incontra Carter, il quale si trova in Congo per Medici senza frontiere.
Lei rimane incinta e torna a Chicago con Carter per far nascere il bimbo in America. Tuttavia perde il bambino dopo quasi otto mesi di gravidanza e comincia a chiudersi emotivamente.
La coppia attraversa una crisi, ma si riconcilia e si sposa.